# باتريك لابيير
باتريك لابيير (بالفرنسية: Patrick Lapeyre)‏ ولد في يونيو 1949 بباريس، وهو كاتب فرنسي. حصل على جائزة فيمينا الأدبية عام 2010.